# Kimbangizm

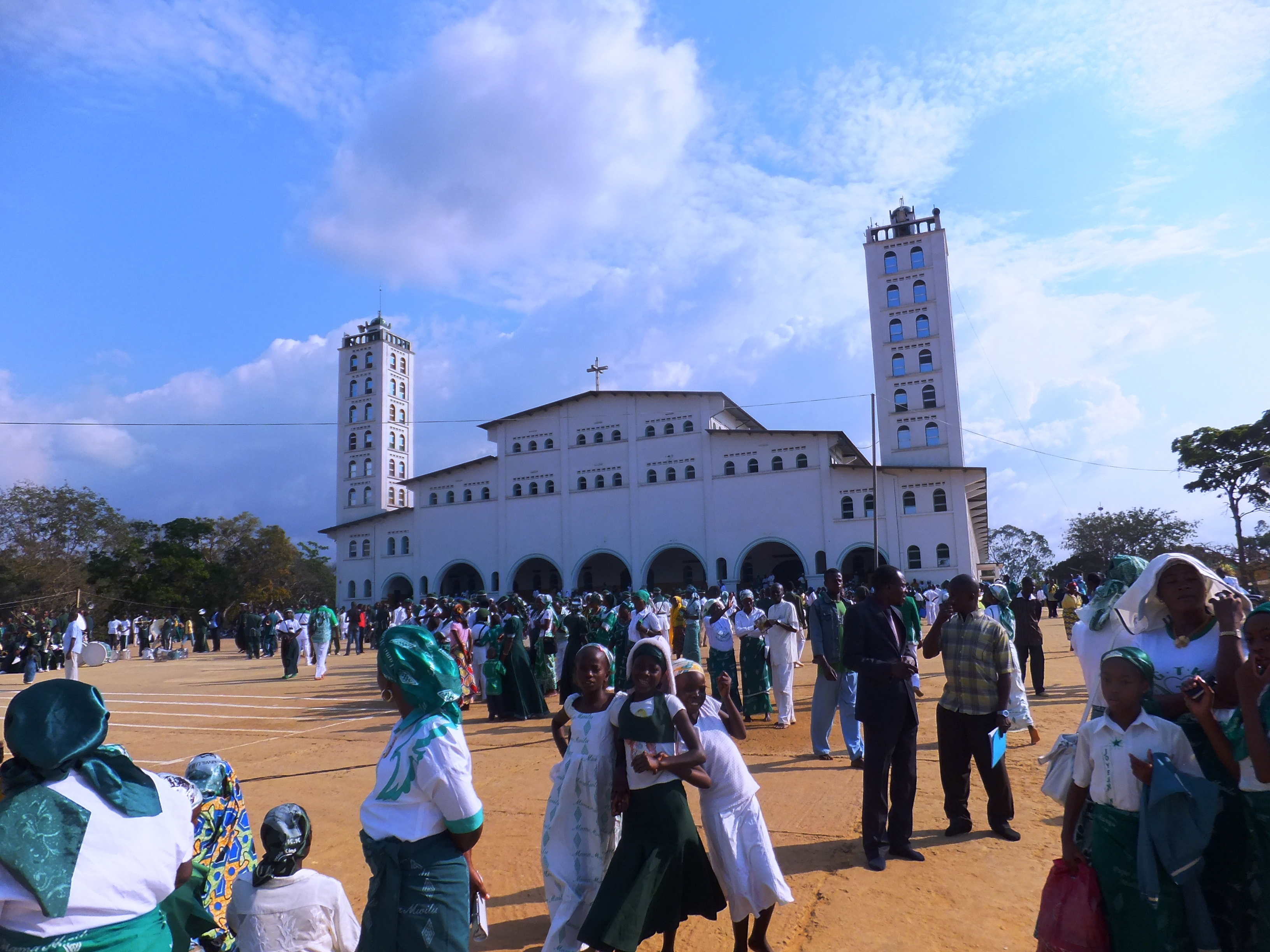
Kościół kimbangistyczny w Nkamba

Kimbangizm (Kościół Jezusa Chrystusa na Ziemi ustanowiony przez proroka Simona Kimbangu, Église de Jésus Christ sur la Terre par son envoyé spécial Simon Kimbangu w skrócie EJCSK) – afrochrześcijański kościół założony w pierwszej połowie XX wieku przez Simona Kimbangu na terenie dzisiejszej Demokratycznej Republiki Konga (wówczas Konga Belgijskiego). Simon Kimbangu pochodzący z ludu Bakongo urodzony w 1889 roku w N'Kamba w Dolnym Kongu nauczał tylko przez 6 miesięcy, po czym został aresztowany przez kolonialne władze belgijskie zaniepokojone rosnącą popularnością nowego ruchu. 30 lat reszty swojego życia spędził w więzieniu. To jednak dodało mu aury męczennika, a Kościół dalej się rozwijał. Ruch religijny kimbangistów urósł z czasem w silny ruch społeczno-polityczny o charakterze antykolonialnym. Do tej pory kimbangizm jest jednym z największych kościołów afrochrześcijańskich, a jego centrum znajduje się w miejscowości N'Kamba-Jeruzalem.
Sakramenty to chrzest, małżeństwo, święcenia kapłańskie i eucharystia. Eucharystia jest odprawiana 3 razy w roku: w Boże Narodzenie, 12 października – pamiątka śmierci proroka i w Wielkanoc. Chrzest przez nałożenie rąk udzielany jest od 12. roku życia i dokonuje się go 2 razy w roku: w czerwcu i w grudniu. Nabożeństwo niedzielne trwa ok. 1,5 godziny i składa się z przeplatających się czytań i śpiewów biblijnych, modlitwy za chorych, błogosławieństwa dzieci i kazania. Przed wejściem do świątyni wierni mają obowiązek zdjąć obuwie. Wiernych obowiązuje zakaz używania alkoholu i tytoniu.
Kościół kimbangistyczny oficjalnie uznany został w 1959 roku, w przededniu Bożego Narodzenia. W Kongo ma oficjalny status na równi z katolicyzmem i protestantyzmem, a od 1969 roku należy do Światowej Rady Kościołów.
W Kościele tym pojawiają się odłamy i herezje, a jedna z nich głosi tożsamość chrześcijańskiego Boga z Nzambi – Najwyższą Istotą ludu Bakongo.